# Setter irlandès
El setter irlandès és una raça de gos setter que té dues variants: la primigènia era blanca i vermella, i la posterior és únicament vermella (caoba).

## Història
Els orígens d'aquesta raça es remunten a Irlanda a principis del segle xviii, moment en què van ser especialment educats per trobar la presa en la caça amb escopeta.
Encara que els setter més antics d'aquest país eren de color blanc i vermell, després de diversos processos de selecció, va néixer el setter irlandès vermell.
Durant el segle xix, la raça va començar a adquirir popularitat per les seves habilitats per caçar i el 1882 es va fundar el Club del setter irlandès vermell a Dublín. A partir de llavors, el nombre d'aquest tipus de gossos va augmentar mentre que el de la varietat vermella i blanca va anar disminuint.
El setter roig es va començar a exportar als Estats Units en grans quantitats cap a finals del segle xix, de manera que la raça es va estendre pels diversos continents, de manera que en l'actualitat és comuna tant a Europa com a Amèrica. Avui dia, aquesta raça és més utilitzada com a animal de companyia que com a gos útil per a la caça, encara que experts en el tema afirmen que el setter irlandès conserva una gran capacitat per a aquest esport.

## La controvèrsia del setter vermell
El red setter o setter vermell és una variant del setter irlandès. El red setter és una raça de gos de mostra utilitzada per a la caça en cotes altes i planes. Hi ha un encès debat entre els partidaris d'aquesta raça sobre quina variant de la raça (vermella o blanca) té millor comportament com a gos de treball.

### Història
El setter irlandès va arribar als Estats Units a principis del segle xix. Era un gos molt ben valorat, ja que imposava respecte i era un dels més utilitzats per a la caça.
El 1874, l'American Field va començar a registrar les races de gossos dels Estats Units en l'anomenat Field Dog Stud Book (FDSB). Aquest és el primer registre de races pures al país. En aquell moment, els gossos podien registrar-se fins i tot quan el pare i la mare eren de diferent raça, així que la raça Llewellin Setter es va criar barrejant races sanguínies de setter anglès i de setters irlandesos nadius. Per aquella època, el setter irlandès vermell es va convertir en un dels favorits de les exposicions canines.
El setter irlandès de finals del segle xix no era un gos vermell, l'AKC va registrar setters irlandesos de molts colors. Frank Forester, escriptor del segle xix, descrivia el Setter irlandès així:
Els punts del setter irlandès són més ossuda i angulosa, i complexió robusta, un cap més llarg, una capa menys sedosa i recta que la del setter anglès. El seu color ha de ser una profunditat de color taronja-vermell i blanc, una marca comuna és una franja de color blanc entre els ulls i un anell blanc al voltant del coll, mitges blanques, i una taca blanca a la cua.
El setter preferit era el completament vermell en els shows, així que aquesta va ser la direcció que va prendre la cria.
A la dècada de 1940, la revista Field and Stream va escriure un fet ja sabut: El setter irlandès estava desapareixent i era necessari un nou encreuament per fer ressorgir la raça com a gos de treball. La revista Sports Afield es va sumar a aquesta afirmació i un criador, Ned LaGrange, de Pennsilvània va invertir una suma de diners comprant els últims setters irlandesos de treball dels Estats Units i important gossos d'Europa. Amb la complaença del Field Dog Stud Book, va començar a realitzar un encreuament de setters anglesos campions vermells i blancs i va crear el National Red Setter Field Trial Club per crear i millorar la raça cap a un gos que pogués competir en habilitat amb els setters blancs, així és com va començar el modern setter vermell i la controvèrsia sobre qui té millor comportament a l'hora de treballar.